# Gehring (Familienname)
Gehring ist ein deutscher Familienname.

## Herkunft und Bedeutung
Der patronymisch gebildete Nachname aus dem germanischen Vornamen Gero („der Speer“) und dem Suffix -ing bedeutet „dem Gero zugehörig“ – der Sippe, Familie bzw. dem Haus des Gero angehörig.

## Namensträger

### A
- Albert Gehring (1870–1926), US-amerikanischer Lehrer und Autor
- Albrecht Gehring (1898–1985), deutscher Politiker (CDU)
- Alfred Gehring (1892–1972), deutscher Agrikulturchemiker
- Anna Gehring (* 1996), deutsche Leichtathletin

### B
- Bernd Gehring (* 1943), deutscher Komponist

### C
- Christian Gehring (Journalist) (1903–1956), deutscher Journalist
- Christian Gehring (* 1979), deutscher Politiker (CDU), MdL

### D
- Dominic Gehring (* 1980), deutscher Sportwissenschaftler

### E
- Eline Gehring (* 1984), deutsche Filmemacherin

### F
- Flip Gehring (1929–2013), niederländischer Jazzmusiker
- Franz Gehring (1838–1884), deutscher Musikpublizist
- Frederick Gehring (1925–2012), US-amerikanischer Mathematiker

### G
- Georg Gehring (Politiker) (1887–1953), deutscher Politiker (BVP, CSU), MdL Bayern und Bürgermeister
- Georg Gehring (1903–1943), deutscher Ringer
- Georg Gehring (Bildhauer) (1920–1991), deutscher Bildhauer und Restaurator
- Gerhard Gehring (1945–2016), deutscher Biathlet und Skilangläufer
- Gillian Gehring (* 1941), britische Physikerin
- Gotthilf Gehring (1927–1953), deutscher Motorradrennfahrer
- Gustav Gehring (1827–1893), deutscher Jurist, Politiker und Erfinder

### H
- Hanni Gehring (1926–2011), deutsche Skilangläuferin
- Hans Gehring (1921–2008), deutscher Maler
- Heinrich Gehring (Jurist) (1929–2022), deutscher Jurist
- Heinrich Gehring (Geistlicher) (* 1940), deutscher evangelischer Geistlicher und Superintendent
- Hermann Gehring (Architekt) (1904–1967), deutscher Architekt und Baubeamter
- Hermann Gehring (Wirtschaftswissenschaftler) (* 1943), deutscher Wirtschaftswissenschaftler
- Hermann Friedrich Arthur von Gehring (1856–1938), deutscher Politiker
- Holger Gehring (* 1969), deutscher Organist
- Hubert Gehring (* 1957), deutscher Politiker (CDU)

### J
- Jacob Gehring († 1837), deutscher Schriftsteller und Mitglied der kurhessischen Ständeversammlung
- Johann Wilhelm Gehring (1721–1787), deutscher Komponist und Musiker
- Johannes Gehring (1874–1961), deutscher evangelischer Theologe
- Joseph Gehring (1784–1840), österreichischer Musiker
- Justin Gehring (1904–1957), deutscher Ringer

### K
- Kai Gehring (Politiker) (* 1977), deutscher Politiker (Grüne)
- Kai Gehring (Wirtschaftswissenschaftler) (* 1985), deutscher Volkswirt und Hochschullehrer
- Kai Gehring (Fußballspieler) (* 1988), deutscher Fußballspieler
- Karl Hans Gehring (* 1928), deutscher Maler und Grafiker

### L
- Lana Gehring (* 1990), amerikanische Eisschnellläuferin
- Ludwig Gehring (um 1753–1819), deutsch-österreichischer Flötist

### M
- Margot Gehring (Margot Osthushenrich; 1943–2006), deutsche Unternehmerin und Stifterin
- Meike Gehring (* 1985), deutsche Journalistin und Fernsehmoderatorin
- Michael Gehring (1918–1969), deutscher Mediziner und Gesundheitspolitiker (SED)

### O
- Otto-Werner Gehring (1921–2018), deutscher Jurist, Richter und Ministerialbeamter

### P
- Paul Gehring (1890–1970), deutscher Bibliothekar und Wirtschaftshistoriker
- Peter Gehring (1944/1954–2001), deutscher Architekt, Maler, Zeichner, Bildhauer und Sänger
- Peter J. Gehring (* 1953), deutscher Maler, tätig in der Schweiz
- Petra Gehring (* 1961), deutsche Philosophin
- Philip-Sebastian Gehring (* 1979), deutscher Herpetologe

### R
- Robert Gehring (* 1976), niederländischer Fußballspieler
- Rolf Gehring (* 1955), deutscher Tennisspieler
- Rudolf Gehring (Politiker, 1888) (1888–1980), deutscher Verwaltungsbeamter und Politiker (SPD)
- Rudolf Gehring (Politiker, 1948) (* 1948), österreichischer Politiker (CPÖ)

### T
- Thomas Gehring (Politikwissenschaftler) (* 1957), deutscher Politikwissenschaftler
- Thomas Gehring (Politiker) (* 1958), deutscher Politiker (Bündnis 90/Die Grünen)

### U
- Ulrike Gehring (* 1969), deutsche Kunsthistorikerin und Hochschullehrerin

### V
- Viktor Gehring (1889–1978), deutscher Regisseur, Schauspieler und Drehbuchautor
- Viola Gehring (* 1971), deutsche Schriftstellerin, Bestsellerautorin und Vortragsrednerin

### W
- Walter Gehring (1939–2014), Schweizer Biologe
- Werner Gehring (1935–2020), deutscher Unternehmer und Stifter
- Werner G. Gehring (* 1951), deutscher Unternehmer, Mediziner, Autor und Stifter
- Wilhelm Gehring (1901–1948), deutscher SS-Hauptscharführer
- Wilhelm Gehring (Tiermediziner) (1927/1928–2019), deutscher Tiermediziner und Hochschullehrer
- Willi Gehring (* 1949), deutscher Politiker (CDU)
- Wolfgang Gehring (* 1958), deutscher Anglist, Fachdidaktiker und Hochschullehrer
- Wolfram Gehring (* 1928), deutscher Organist